# Manuel Mandujano
Manuel Mandujano Navarro (Limache, 4 de octubre de 1905 - 7 de agosto de 1991), fue un profesor y político chileno, fundador y militante del Partido Socialista de Chile (PS).
Ingresó a la Escuela Normal José Abelardo Núñez, donde se graduó de profesor normalista en 1924. Entre 1927 y 1928 fue secretario de la Dirección General de Educación primaria y normal. Fue uno de los fundadores del PS en 1933. En ese partido sería miembro del Comité Central, secretario nacional de Finanzas y subsecretario general.
También se desempeñó como consejero del Consejo de Censura Cinematográfica (1938-1944), dirigente de la Asociación de Profesores de Chile (1934-1936), y consejero y vicepresidente de la Caja de Seguro Obrero (1938-1946).
Entre 1984 y 1989 fue secretario general de la facción PS-Mandujano.